# Hideyoshi Akita
Hideyoshi Akita (秋田 英義 Akita Hideyoshi?, nacido el 23 de julio de 1974 en Tsuyama, Okayama) es un exfutbolista japonés. Jugaba de defensa y su último club fue el Nagoya SC de Japón.

## Trayectoria

### Clubes
| Club                 | País  | Año         |
| -------------------- | ----- | ----------- |
| Nagoya Grampus Eight | Japón | 1993 - 1994 |
| Blaze Kumamoto       | Japón | 1995 - 1997 |
| Nagoya SC            | Japón | 1998 - 2006 |
| FC Kariya            | Japón | 2006 - 2007 |
| Gainare Tottori      | Japón | 2007 - 2008 |
| FC Gifu              | Japón | 2009 - 2011 |
| Nagoya SC            | Japón | 2013        |

## Estadística de carrera

### J. League
| Club                 | Año   | J. League | J. League | Copa J. League | Copa J. League | Total | Total |
| Club                 | Año   | Part.     | Goles     | Part.          | Goles          | Part. | Goles |
| -------------------- | ----- | --------- | --------- | -------------- | -------------- | ----- | ----- |
| Nagoya Grampus Eight | 1993  | 0         | 0         | 0              | 0              | 0     | 0     |
| Nagoya Grampus Eight | 1994  | 1         | 0         | 0              | 0              | 1     | 0     |
| FC Gifu              | 2009  | 47        | 2         | -              | -              | 47    | 2     |
| FC Gifu              | 2010  | 35        | 0         | -              | -              | 35    | 0     |
| FC Gifu              | 2011  | 23        | 0         | -              | -              | 23    | 0     |
| Total                | Total | 106       | 2         | 0              | 0              | 106   | 2     |